# エドガー・フローゼ
エドガー・フローゼ（ドイツ語: Edgar Froese, 1944年6月6日 - 2015年1月20日）は、ドイツのアーティストであり電子音楽の先駆者であり、電子音楽グループであるタンジェリン・ドリームの結成で最もよく知られている。 2003年以前の彼のソロおよびグループにおけるレコーディングでは「Edgar Froese」と記名されているが、2003年以降のソロ・アルバムには「Edgar W. Froese」という記名されている。

## 略歴
フローゼは、第二次世界大戦中のD-デイに東プロイセンのティルジットで生まれた。父親を含む彼の家族はナチスによって殺され、戦後、母親と生き残った家族は西ベルリンに定住した。彼は12歳からピアノのレッスンを受け、15歳でギターを弾き始めた。芸術に対する早期の適性を示した後、フローズは絵画や彫刻を学ぶために西ベルリンの芸術アカデミーに入学した。
1965年、彼はサイケデリック・ロックや、ロックやR&Bのスタンダードを演奏した「ザ・ワンズ (The Ones)」と呼ばれるバンドを結成した。スペインでの演奏中、ザ・ワンズはカダケスにあるサルバドール・ダリの別荘での演奏に招待された。ダリとの出会いには大きな影響を受け、自身の音楽でより実験的な方向性を追求するようダリからインスパイアされた。シングル（ "Lady Greengrass" / "Love of Mine"）を1枚だけリリースしたザ・ワンズは1967年に解散した。ベルリンに戻り、フローゼは後にタンジェリン・ドリームとなるフリー・ロック・バンドのミュージシャンを募集し始めた。

## 私生活
フローゼは、ベジタリアン、絶対禁酒主義、非喫煙者であることを宣言した。彼はドラッグもやらなかった。1974年にアーティストおよび写真家のモニク・フローゼと結婚し、2000年に彼女が亡くなるまで連れ添った。息子のジェローム・フローゼは1990年から2006年までタンジェリン・ドリームのメンバーを務めた。2002年、芸術家でミュージシャンのビアンカ・フローゼ・アクエイと再婚した。
2015年1月20日、肺血栓塞栓症によりウィーンで急逝した。同年、生涯功労に対してシャルウェル名誉賞を死後に授与された。フローゼがかつて語った「死はありません。ただ私たちの宇宙における住所が変わるのです」という言葉がBBCによって引用されている。
フローゼは、デヴィッド・ボウイ、ブライアン・イーノ、イギー・ポップ、George Moorse、フリードリヒ・グルダらアーティストの友人であった。ポップとボウイは、フローゼや彼の家族と共にシェーネベルクの自宅で暮らし、その後、ハウプト通りのアパートに引っ越した。また、フローゼはベルリンのアンダーグラウンド・シーンにボウイを斡旋するなど、アメリカでのドラッグ浸けの日々からの脱却を図るため同地へ拠点を移した彼の活動をサポートした。ボウイは、ベルリンでの彼の人生へのサウンドトラックかつ大きな影響として、フローゼのソロ・アルバムを『イプシロン・イン・マレイシアン・ペール』と命名した。

## ディスコグラフィ

### アルバム
- 『アクア』 - Aqua (1974年)
- 『イプシロン・イン・マレイシアン・ペール』 - Epsilon in Malaysian Pale (1975年)
- Macula Transfer (1976年)
- 『エイジス』 - Ages (1978年)
- 『スタントマン』 - Stuntman (1979年)
- Electronic Dreams (1980年、circa.) ※コンピレーション
- Solo 1974–1979 (1981年) ※コンピレーション
- Kamikaze 1989 (1982年) ※映画『カミカゼ1989』サウンドトラック、ライナー・ヴェルナー・ファスビンダー主演
- Pinnacles (1983年)
- Beyond the Storm (1995年) ※コンピレーション。一部新曲、リミックス
- Introduction to the Ambient Highway (2003年) ※サンプラー・コンピレーション
- Ambient Highway, Vol. 1 (2003年) ※コンピレーション。一部新曲、リミックス
- Ambient Highway, Vol. 2 (2003年) ※コンピレーション。一部新曲、リミックス
- Ambient Highway, Vol. 3 (2003年) ※コンピレーション。一部新曲、リミックス
- Ambient Highway, Vol. 4 (2003年) ※コンピレーション。一部新曲、リミックス
- Dalinetopia (2004年)
- 『エイジス2005』 - Ages (2005年) ※再録音・リミックス・バージョン
- 『イプシロン・イン・マレーシアン・ペール2004』 - Epsilon in Malaysian Pale (2005年) ※再録音・リミックス・バージョン
- 『スタントマン2005』 - Stuntman (2005年) ※再録音・リミックス・バージョン
- 『アクア2005』 - Aqua (2005年) ※再録音・リミックス・バージョン
- 『マキュラ・トランスファー2005』 - Macula Transfer (2005年) ※再録音・リミックス・バージョン
- 『ピナクルズ2005』 - Pinnacles (2005年) ※再録音・リミックス・バージョン
- Orange Light Years (2005年) ※コンピレーション。一部新曲、リミックス
- Solo 1974–1983 - The Virgin Years (2012年) ※コンピレーション

### ソロ楽曲収録アルバム
- タンジェリン・ドリーム :  '70 – '80 (1981年) ※コンピレーション・ボックスセット。フローゼのソロ曲「Baryll Blue」（『エイジス』のアウトテイク）収録
- Various Artists : The Best of the O1/W (1992年) ※プロモーション・コンピレーション盤。フローゼの曲「Michiko」収録。ルグ・01/Wシンセサイザーのデモンストレーションとなっている
- ウィリアム・シャトナー : 『シーキング・メイジャー・トム』 - Seeking Major Tom (2011年) ※ピンク・フロイドの「幻の翼」のカバーでギターとキーボードを演奏[12]
- ウィリアム・シャトナー : Ponder the Mystery (2013年) ※「Do You See?」でギター・ソロを提供

### エドガー・フローゼのタンジェリン・ドリームとしてのソロ・マテリアル
アルバム『Tangents』は、1994年に発表された5枚のCDからなるタンジェリン・ドリームのコンピレーション・アルバム・ボックスセットで、1973年から1983年までのヴァージン時代の音楽を編集している。ディスク5は「未発表のマテリアル」作曲家としてのフローゼ。これらのトラックがどこでいつ録音されたか、あるいはタンジェリン・ドリームのどのラインナップによって情報が提供されていない。ほとんどのタンジェリン・ドリームの楽曲は、作曲家としてレコーディングしたラインナップを称賛している。したがって、これらはタンジェリン・ドリーム名義でリリースされたフローゼのソロ・トラックのようで、このアルバム用に録音された可能性がある。さらに、ディスク3の5曲は「エドガー・フローゼによる再録音」と記述され、ディスク3と4の残りのトラックは「エドガー・フローゼによるリミックスと追加録音」として記述されている。ディスク1と2のトラックもリミックスされ、新規のオーバーダブが含まれている。フローゼはアルバム全体のプロデューサーとして知られている。
別のコンピレーション・ボックスセットであるCD6枚組『I-Box』（2001年）には、「Ivory Town」「Storm Seekers」「Cool Shibuya」「Akash Deep」というフローゼのみがクレジットされているボーナストラックが含まれている。『Tangents』からのフローゼの曲もいくつか含まれている。
『フェードラ2005』（2005年発表。1974年のアルバム『フェードラ』の再録音）、『タングラム2008』（2008年発表。1980年のアルバム『タングラム』の再録音）、『ハイパーボレア2008』（2008年発表。1983年のアルバム『ハイパーボレア』の再録音）は、タンジェリン・ドリーム名義でリリースされたエドガー・フローゼのソロ・アルバムである。
タンジェリン・ドリームのアルバム『ヴュー・フロム・ア・レッド・トレイン』（2008年）は、元々、エドガー・フローゼのソロ・アルバムとして発表された。最終的に他のバンド・メンバーが演奏して拡張されたが、アルバムの作曲は完全にフローゼによるもののままである。
『長崎 - 夏』（2007年）、『広島 - 冬』（2009年）、『Chandra』（2009年）を含むタンジェリン・ドリームのその他のアルバムにおいても、フローゼによってすべて作曲および演奏がなされているものがある。

## 書籍
- Froese, Edgar (2014). Tangerine Dream – Force Majeure – 1967–2014. Eastgate
- Stump, Paul (1997). Digital gothic: A critical discography of Tangerine Dream.. Wembley: SAF.